# Enoploides incurvatus
Enoploides incurvatus is een rondwormensoort uit de familie van de Thoracostomopsidae.